# Richard Garcia
Richard Garcia (Perth, 4 september 1981) is een Australisch voormalig voetballer die doorgaans als spits speelde. Hij speelde gedurende zijn loopbaan voor diverse clubs in Engeland, Australië en de Verenigde Staten. Garcia maakte in 2008 zijn debuut in het Australisch voetbalelftal, waarvoor hij in vier jaar tijd achttien wedstrijden speelde.

## Clubcarrière
Garcia werd op vijftienjarige leeftijd als speler van Olympic Kingsway gescout door het Engelse West Ham United, waardoor hij na twee jaar verhuurd werd aan Leyton Orient. Hij speelde achttien wedstrijden voor Leyton en na zijn terugkeer zestien voor West Ham. In september 2004 tekende de aanvaller voor Colchester United in de League One. Na twee jaar promoveerde de club naar de Championship. Op 2 juli 2007 tekende Garcia voor drie jaar bij Hull City, omdat zijn contract bij Colchester aflopende was. Na vijf jaar, na meer dan honderd wedstrijden gespeeld te hebben voor Hull, verkaste de Australiër naar Melbourne Heart in zijn vaderland. Na één seizoen, waarin hij zes doelpunten scoorde, tekende hij voor Sydney FC. Op 5 mei 2014 liet hij Sydney alweer achter zich, toen hij een contract tekende bij Minnesota United in de NASL. Twee wedstrijden later keerde Garcia alweer terug naar Australië, waar hij voor Perth Glory ging spelen. Medio 2017 zette de Australiër op vijfendertigjarige leeftijd een punt achter zijn spelende carrière.

## Interlandcarrière
Garcia debuteerde in het Australisch voetbalelftal op 19 augustus 2008. Op die dag werd een vriendschappelijke wedstrijd tegen Zuid-Afrika met 2–2 gelijkgespeeld. De aanvaller begon op de bank en mocht in de tweede helft invallen voor Mile Sterjovski. Hij kwam in 2010 met Australië uit op het WK in Zuid-Afrika. Tijdens dit toernooi kwam hij uit bij twee groepsduels, tegen Duitsland en Servië.